# 単原子分子
単原子分子（たんげんしぶんし、monoatomic molecule）とは、1つの原子から成り分子のように振る舞う化学種のことを指す。通常、ヘリウムやアルゴンなどの貴ガスの単原子状態を指すことが多く、単原子気体 または 単原子ガス と言われることもある。これに対して、2つの原子が結合してできている分子を二原子分子と呼び、3つ以上の原子が結合してできている分子を多原子分子と呼ぶ。
単原子分子は一つの原子のみから構成されるために、運動の自由度は並進運動のみで、振動や回転といった自由度が存在しない。このとき、1モルの分子に対する定積比熱{\displaystyle C_{v}}は
{\displaystyle C_{v}={\frac {3}{2}}R}
となる。一方、定圧比熱{\displaystyle C_{p}}は
{\displaystyle C_{p}=C_{v}+R={\frac {5}{2}}R}
となる。
この他にもアルカリ金属や水銀、ヨウ素などの気体は原子間の結合が比較的弱いため、高温で解離して単原子分子となる。
ハロゲンや酸素の分子に対して紫外線を照射すると結合の解離が起こり単原子分子となる。これらはラジカルであるため、反応性が高く、圧力が高い状態、すなわち他の分子が周囲に多く存在する状態ではそれらとすぐに結びついて単原子分子ではなくなってしまう。しかし、圧力が極端に低い状態、すなわち周囲に他の分子が存在しない状態ではそのまま安定に存在する。そのため、地球の大気の上層部や宇宙空間では窒素や酸素も単原子分子として存在している。